# Elecciones para Jefe de Estado de Costa Rica de 1844
Las elecciones de Jefe de Estado de Costa Rica de 1844, fueron las primeras elecciones costarricenses en las que se utilizó el sistema de sufragio directo para elegir al Jefe Supremo del Estado, de conformidad con lo previsto en la Constitución de 9 de abril de 1844, metodología que fue abolida por sufragio indirecto para la elección siguiente y hasta 1913. 

## Resultado de los comicios
Los comicios se efectuaron en junio de 1844 y dieron el siguiente resultado:
| Candidato | Candidato                          | Votos |
| --------- | ---------------------------------- | ----- |
|           | Francisco María Oreamuno Bonilla   | 1541  |
|           | José María Alfaro Zamora           | 486   |
|           | Juan Mora Fernández                | 97    |
|           | Luz Blanco y Zamora                | 65    |
|           | Manuel Aguilar Chacón              | 13    |
|           | José Rafael de Gallegos y Alvarado | 12    |
|           | Juan González y Reyes              | 8     |
|           | Pedro Zeledón Mora                 | 8     |
|           | Juan Rafael Mora Porras            | 7     |
|           | Jacinto García y Esquivel          | 5     |
|           | Pío Murillo y Gutiérrez            | 4     |
|           | Félix Sancho y Alvarado            | 4     |
|           | Raimundo Trejos y Bogantes         | 4     |
|           | Nicolás Ulloa Soto                 | 3     |
|           | Manuel Mora Fernández              | 3     |
|           | Braulio Carrillo Colina            | 2     |
|           | Joaquín Mora Fernández             | 2     |
|           | Rafael Moya Murillo                | 2     |
|           | Otros                              | 13    |

La candidatura de Oreamuno triunfó por unanimidad en las mesas electorales de Bagaces, Boruca, Cartago occidental, Cartago sur, Cot, Guanacaste, La Unión, Orosi, Paraíso, Quircot, San Pablo de Heredia, Santa Cruz, Térraba, Tobosi y Tucurrique, y obtuvo cómodas victorias en Cartago centro, Curridabat, Desamparados, Heredia centro, San José norte y San José sur. Alfaro ganó en las mesas de Alajuela occidental, Alajuela oriental, Atenas, Barva, Cañas, Esparza y Puntarenas, Nicoya y San Juan del Murciélago. Mora triunfó en Escazú y Pacaca, y Blanco en Aserrí. Ninguno de los otros candidatos logró ganar mesas.
El 15 de noviembre de 1844 las Cámaras legislativas declararon a Francisco María Oreamuno Bonilla elegido como jefe de Estado para el período 1844-1848. Oreamuno tomó posesión el 29 de noviembre de 1844.